# 友永
友永（ともなが）は、静岡県袋井市の地名。

## 地名の由来
平治の乱で負傷し自害した源朝長（みなもとのともなが）の首を、その家来大谷忠太が当地に埋葬した。当地の名はこの源朝長に由来すると言われている。

## 地理
袋井市の北部、敷地川の中流域に位置する。三川地区の中心地である。

## 歴史
- 江戸時代から1889年（明治22年）まで豊田郡友永村として存在した。
- 旧高旧領取調帳[5]の記載によると、明治初年時点で友永村は旗本領であり、また村内に寺社領が存在した。
- 1868年（慶応4年）5月24日 - 徳川宗家が駿河府中藩に転封。それにともない遠江国内で領地替えが行われ、幕府領・旗本領が消滅。府中藩の管轄となる。
- 1869年（明治2年）8月7日 - 府中藩が静岡藩に改称。
- 1871年（明治4年） 
  - 7月14日 - 廃藩置県により静岡県の管轄となる。
  - 11月15日 - 第1次府県統合により浜松県の管轄となる。
- 1876年（明治9年）8月21日 - 第2次府県統合により静岡県の管轄となる。
- 1889年（明治22年）- 町村制の施行により豊田郡見取村、大谷村、川会村、山田村、周智郡萱間村と合併し、豊田郡三川村の大字となる。
- 1896年（明治29年）4月1日 - 郡制の施行により磐田郡三川村の大字となる。
- 1955年（昭和30年）3月31日 - 三川村が磐田郡袋井町と合併し廃止されたため袋井町の大字となる。
- 1958年（昭和33年）11月3日 - 市制施行により袋井市の大字となる。

## 世帯数と人口
2018年（平成30年）12月1日現在の世帯数と人口は以下の通りである。
| 大字 | 世帯数  | 人口  |
| ---- | ------- | ----- |
| 友永 | 111世帯 | 387人 |

## 交通

### 鉄道
- 鉄道は通っていない。

### 道路
- 静岡県道61号浜北袋井線
- 静岡県道273号山梨敷地停車場線

### バス
- 遠鉄バス友永停留所が最寄。

## 教育
- 袋井市立三川小学校
- 袋井市立三川幼稚園

## 施設
- 三川公民館
- 三川郵便局
- JA遠州中央三川支店
- 袋井みつかわ病院
- 日本コヴィディエン袋井工場

## 名所
- 積雲院[6]（源朝長の墓が所在）
- 源氏の里ひまわり畑

## その他

### 日本郵便
- 郵便番号 : 437-0004[2]（集配局：袋井郵便局[7]）。